# تيرانو

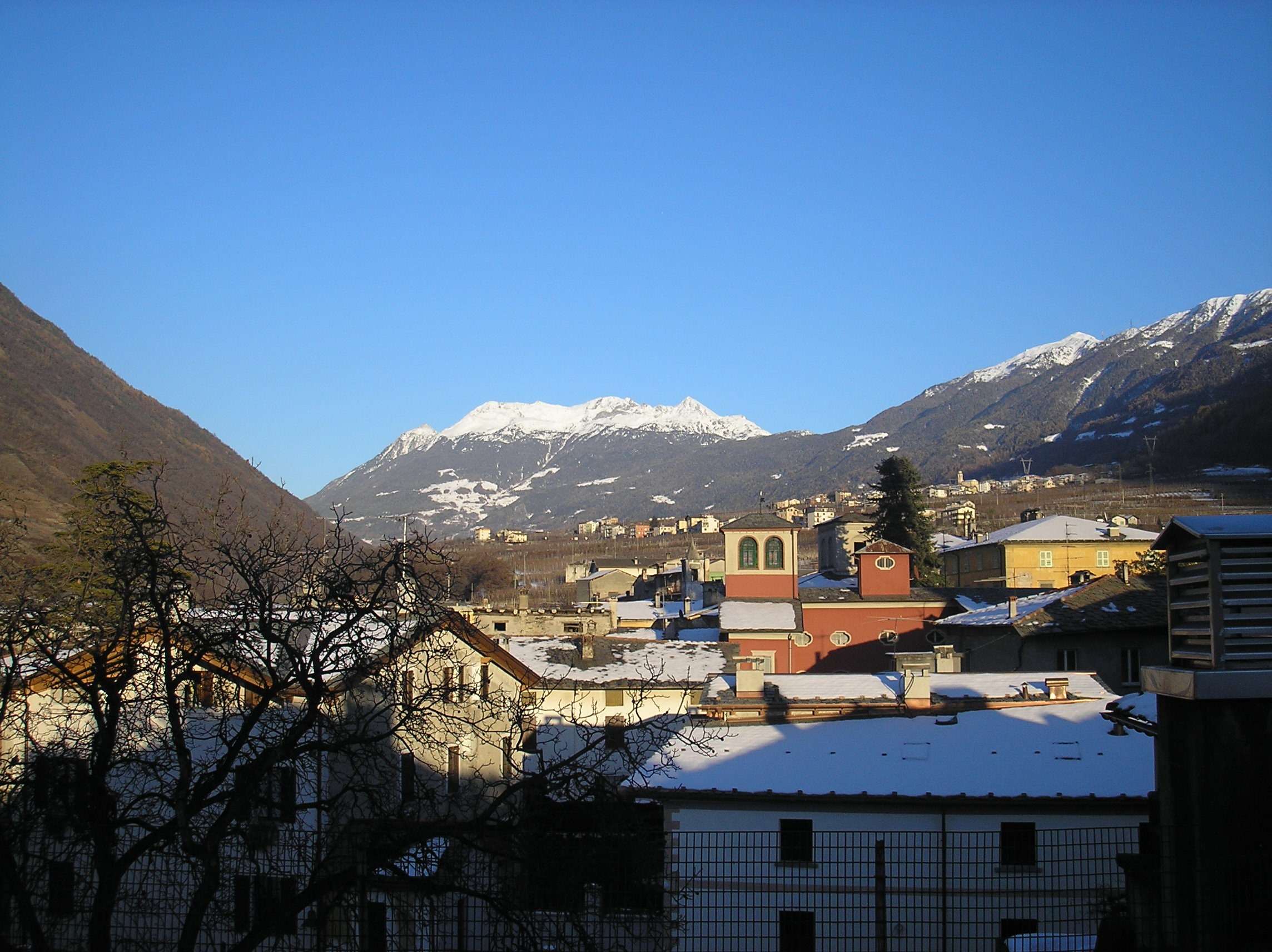
Tirano

تيرانو، (بالإنجليزية: Tirano)‏، (لومبارد: Tiràn)، هي مدينة في فالتيلينا، وتقع في مقاطعة سوندريو، في شمال إيطاليا. يبلغ عدد سكانها 9,053 نسمة (2016) وتقع بجوار الحدود السويسرية الإيطالية.

## السكان
في سنة 1861 بلغ عدد السكان 5٬220 نسمة، وتطور العدد ليصل في سنة 2011 لـ 9٬073 نسمة.
يظهر هذا المخطط البياني تطور النمو السكاني لـ تيرانو

## أعلام
- كارلو براغا
- أوموبونو تيني